# Clotilde Bosch
Clotilde Bosch i Carbonell (Barcelona, 1829- Pará, Brasil, 17 de abril de 1900) fue una pintora española del siglo XIX. Casada con el ingeniero Ildefonso Cerdá y madre de la concertista de arpa Esmeralda Cervantes, nombre artístico de Clotilde Cerdá que, sin embargo, no era hija de Cerdá, aunque la reconoció y le dio su apellido.

## Biografía
Era hija del indiano e industrial José Bosch i Mústich (1853), quien había hecho fortuna como industrial algodonero en Cuba. De regreso a Cataluña fue director del Ferrocarril de Barcelona a Mataró, banquero y miembro de la Real Academia Catalana de Bellas Artes de San Jorge. Los hermanos de la pintora, José y Rafael Bosch y Carbonell fueron diputados en Madrid en 1881 y 1886, respectivamente.
Se casó el 20 de junio de 1848, a los diecinueve años, con el ingeniero Ildefonso Cerdá, autor de la reforma del Ensanche de Barcelona, con quien tuvo cuatro hijas: Pepita (1849), Rosita (1850), Sol (1851) y  Clotilde (1862), siendo la última una conocida instrumentista de arpa. La relación matrimonial no funcionó bien y Clotilde, la hija menor, podría haber sido fruto de las relaciones adúlteras de su esposa y Cerdá decidió excluirla de su testamento. En 1862 el matrimonio se separó como consecuencia del nacimiento de Clotilde y en 1864 su esposa se fue a Madrid.
Cerdà no estaba de acuerdo en que la pequeña Clotilde recibiera una educación artística aunque su madre la llevó a Roma donde contaba con el apoyo de los pintores españoles allí instalados, como Eduardo Rosales, Mariano Fortuny, Lorenzo Vallés y Alejo Vera. Contó con la formación del pintor napolitano Michele Cammarano (1835-1920) que residió en Roma entre 1865 y 1866. Durante su estancia en Italia pintó la obra Lago de Castelgandolfo (o Lago Albano) que presentó en la Exposición Nacional de 1866.